# Alberto Portera
Alberto Portera Sánchez (Caspe, Zaragoza, 26 de abril de 1928-Madrid, 30 de noviembre de 2019) fue un médico y catedrático español especializado en neurología, pediatría y psiquiatría. Experto en pintura e historia del arte.

## Biografía
En Zaragoza cursó estudios primarios en el Colegio Santo Tomás de Aquino y la Carrera de Medicina, donde obtuvo la Licenciatura en 1950. Viajó a París en los años cincuenta, donde convive con Eduardo Chillida, Pablo Palazuelo y Narciso Yepes. En París y Estados Unidos se especializó en pediatría y neurología desde 1950 a 1960.
Ejerció la docencia en universidades de Georgetown y Maryland (EE. UU.). Ya en Madrid, en 1960, combinó su trabajo en el Hospital Clínico de la Universidad Complutense de Madrid, con la realización de una serie de cortos documentales protagonizados por artistas como Saura, Mompó, Millares, Chillida o Bonifacio.
En 1973 obtuvo la plaza de jefe del Servicio de Neurología del Hospital 12 de Octubre de Madrid, integrado en el Departamento de Medicina Interna, cargo que ocupó hasta 1998. Fue nombrado catedrático emérito de la misma.
Desde 1993 fue nombrado miembro numerario de la Real Academia Nacional de Medicina.
En 1996 obtuvo la primera Cátedra de Neurología creada en la Universidad Complutense.
Fue académico de número de la Real Academia de Doctores y académico correspondiente de la Real Academia de Bellas Artes de San Fernando donde frecuentó amistades en el círculo madrileño de las artes como premios Nobel, toreros o escritores. Fue director de los cursos de verano de El Escorial, además de miembro del Patronato del Museo Nacional Centro de Arte Reina Sofía. Coleccionista de arte y amigo del escultor Pablo Serrano autor de Interpretación al retrato de Alberto Porter, 1972 (bronce).
Fue presidente de la Comisión Nacional de Neurología y vicepresidente de la World Federation of Neurology. Fue miembro del Comité de Neurociencias de la OMS y miembro de honor de la American Neurological Association.
En 2001 fue miembro del Colegio Libre de Eméritos. En 2003 fue nombrado miembro de Honor de la American Academy of Neurology.
El doctor Alberto Portera Sánchez fue un importante impulsor de los estudios e investigaciones de Neurología en España, sus estudios crearon escuela en la especialidad, ejerció en el campo de las demencias, las enfermedades vasculares cerebrales y la labor asistencial, junto a su docencia universitaria.

## Obras y estudios publicados

### Tesis
- Elaboración por métodos estadísticos de una escala para el diagnóstico de las demencias de causa desconocida (1987), materias: psiquiatría, Universidad Complutense de Madrid.

### Libros
- Vivir con la enfermedad de Alzheimer (1990), coautor junto J. Selmes van de Bril y Micheline Antoine Selmes
- El dolor de cabeza (1996)

### Colaboraciones en obras colectivas
- Infecciones del sistema nerviosos central (1991), publicado en Enfermedades infecciosas.[10]
- ¿Cómo funciona el cerebro sin cerebro? Estado vegetativo permanente (1998), publicado en ¿Cómo funciona el cerebro?, con motivo del encuentro sobre Fronteras de la Ciencia de 1996, Universidad de Valladolid.[11]
- La percepción mental de la pintura, (1999) publicado en Ciencia y sociedad: sobre el hombre y la cultura de nuestro tiempo.[12]
- Cajal en su infancia y juventud (2006), publicado en Primer centenario, concesión del Premio Nobel Don Santiago Ramón y Cajal.[13]

### Artículos
- Disparidad y semejanza (1997), publicado en Astrágalo: revista cuatrimestral iberoamericana. N.º 6.[14]
- ¿Quién es Boni? (1998), publicado en Guadalimar: Revista bimestral de las artes. N.º 144.[15]
- Je ne cherche pas, je trouve: Picasso (1998), publicado en Arbor: Ciencia, pensamiento y cultura. N.º 628.[16]
- Dejar de vivir: al final en el laberinto (2001), publicado en Astrágalo: revista cuatrimestral iberoamericana.[17]
- La música como síntoma (2004), publicado en Anales de la Real Academia Nacional de Medicina.  N.º 3.[18]
- Miradas/Lecturas sobre Saura (2004), publicado en Turia:Revista Cultural. N.º 68-69.[19]
- Encefalización y lenguaje (2005), publicado en Anales de la Real Academia de Ciencias Veterinarias, vol. 13. N.º 13.
- Pintura abstracta, construcción estética mental sin correspondencia exacta con la realidad (José Guerrero: Expresión manual y corporal en sus cuadros) (2006), publicado en Anales de la Real Academia Nacional de Medicina. N.º 3.[20]
- Reflejos, instintos, emociones y pasiones (2008), publicado en Anales de la Real Academia Nacional de Medicina, n.º 2.[21]

## Premios
- Gran Cruz de la Orden Civil de Sanidad, 31 de enero de 2000.[6]
- Medalla de oro del Círculo de Bellas Artes, en 2007.
- Medalla de Oro de la Diputación General de Aragón.
- Premio Antonio Gimbernat a la Excelencia, Hospital Clínico de San Carlos de Madrid, 2009.[3][22]